# تومويا كاناموري
تومويا كاناموري (باليابانية: 金守 智哉) (2 أبريل 1982 في إيسه في اليابان – )؛ هو لاعب كرة قدم ياباني سابق كان يلعب كمدافع.

## وصلات خارجية
- تومويا كاناموري على موقع رابطة كرة القدم اليابانية للمحترفين (اليابانية)
- تومويا كاناموري على موقع Soccerway.com (الإنجليزية)